# Санта-Джустіна-ін-Колле
Санта-Джустіна-ін-Колле (італ. Santa Giustina in Colle, вен. Santa Giustina in Cołe) — муніципалітет в Італії, у регіоні Венето, провінція Падуя.
Санта-Джустіна-ін-Колле розташована на відстані близько 420 км на північ від Рима, 37 км на північний захід від Венеції, 18 км на північ від Падуї.
Населення — 7232 особи (2014).
Щорічний фестиваль відбувається 5 жовтня. Покровитель — Santa Giustina.

## Демографія
Населення за роками:

Станом на 1 січня 2023 року в муніципалітеті офіційно проживало 625 іноземців з 42 країн, серед них 321 громадянин країн Євросоюзу та 3 громадяни України.

## Сусідні муніципалітети
- Кампо-Сан-Мартіно
- Кампозамп'єро
- Кастельфранко-Венето
- Лореджа
- Сан-Джорджо-делле-Пертіке
- Сан-Мартіно-ді-Лупарі
- Вілла-дель-Конте